# Hiekkaharju vasútállomás
Hiekkaharju vasútállomás Finnországban, Vantaa településen található.

## Vasútvonalak
Az állomást az alábbi vasútvonalak érintik:
- Helsinki–Riihimäki-vasútvonal
- Vantaankoski–Tikkurila-vasútvonal

## Kapcsolódó állomások
A vasútállomáshoz az alábbi állomások vannak a legközelebb:
- Tikkurila railway station (Helsinki Central, dél, Helsinki–Riihimäki-vasútvonal, Vantaankoski–Tikkurila-vasútvonal, P Helsinki - Lentoasema- Helsinki, T Helsinki - Riihimäki, K Helsinki - Kerava, I Helsinki < Lentoasema < Helsinki)
- Koivukylä vasútállomás (Riihimäki vasútállomás, észak, Helsinki–Riihimäki-vasútvonal, T Helsinki - Riihimäki)
- Leinelä vasútállomás (2015. július 1. – , Helsinki Central, északnyugat, Vantaankoski–Tikkurila-vasútvonal, I Helsinki < Lentoasema < Helsinki)
- Koivukylä vasútállomás (Kerava vasútállomás, K Helsinki - Kerava)